# Бассум
Бассум (нем. Bassum) — город в Германии, в земле Нижняя Саксония.
Входит в состав района Дипхольц. Население составляет 15 870 человек (на 31 декабря 2010 года). Занимает площадь 169 км². Официальный код — 03 2 51 007.
Город подразделяется на 15 городских районов.
| Год  | Население |
| ---- | --------- |
| 1990 | 13 950    |
| 1995 | 14 979    |
| 2000 | 15 913    |
| 2005 | 16 227    |
| 2010 | 15 899    |